# Биљана Србљановић
Биљана Србљановић (Стокхолм, 15. октобар 1970) српска је драматуршкиња и редовна професорка Факултета драмских уметности Универзитета уметности у Београду.
Њен драмски рад карактеришу политичка ангажованост и оштра критика савременог друштва. У политици, позната је по проевропском ставу, либералним схватањима и подршци мањинским и ЛГБТ правима.
Била је кандидаткиња Либерално-демократске партије за место градоначелника Београда на локалним изборима 2008. године, а од 2018. године је чланица Савета за креативне индустрије председнице Владе Србије Ане Брнабић. У Хартефакт фонду има функцију програмске директорке. Од 2017. је коауторка подкаста "Задовољство у тексту", у продукцији портала Ремаркер.

## Биографија
Биљана Србљановић је рођена 15. октобра 1970. године у Стокхолму, у Шведској. Дипломирала је драматургију 1995. године на Факултету драмских уметности у Београду, где данас ради као предавач у звању редовног професора. Од средине деведесетих година, њених пет од укупно седам драма преведено је на двадесет страних језика и изведено у преко педесет позоришта у Европи и Америци. Била је удата је за Габријела Келера, бившег амбасадора Републике Француске у Београду.
Против ње је 2012. године поднета кривична пријава због куповине кокаина, а након нагодбе са тужилаштвом о донацији 200.000 динара у хуманитарни фонд, није кривично гоњена.

## Политички ангажман
Биљана Србљановић је у политику ушла почетком деведесетих, као студенткиња драме на ФДУ. Тада је почела да пише, испочетка драмске критике, а касније и политичке текстове, за крагујевачки десничарски часопис Погледи, на иницијативу своје тадашње пријатељице и менторке Исидоре Бјелице.
Касније током деведесетих, радикално мења политичке ставове. Бивша је чланица политичког савета Либерално-демократске партије. Позната је по својим либералним ставовима и подршци мањинских и ЛГБТ права. Кандидовала се за место градоначелника Београда на локалним изборима 2008. године на листи ЛДП-а.

## Стваралаштво
Њен драмски рад карактерише политичка ангажованост и бескомпромисно проевропски став као и оштра критика савременог друштва, јер како она каже, политичка и социјална димензија сасвим је неодвојива од људског бића. Иако је дело Биљане Србљановић с почетка било критика Србије из доба Милошевића, она се не ограничава само на критику сопствене земље. Према речима аустријске критичарке Корнелије Нидермајер, оштрица Биљане Србљановић је окренута увек ка окружењу у ком се налази. Њена дела су настала из снажног личног доживљаја окружења у ком се налази. Док је живела у Србији, њена критика је била окренута ка српском друштву (Београдска трилогија, Породичне приче, Пад), да би јој, кад је отишла из Србије и почела да упознаје европско друштво као и након посете САД, мета постало друштвено устројство тзв. „првог света“ и њихов начин живота, конкретно, наличје уједињене Европе (представа Супермаркет), или „амерички сан“ (представа Америка, други део). Алмут Вагнер, драмска списатељица из Хамбурга каже да нико не зна да описује и анализира тако добро феномене историјских заокрета, транзиције између две ере, као Биљана.
Међутим, политичка и друштвена критика нису једина тема Биљане Србљановић. Њене драме такође говоре и о интимнијим и личнијим проблемима савременог човека као што су породични и међугенерацијски односи и сукоби. Додуше, сама политичност њених драма управо се базира на сукобу генерација. У последњим драмама се такође говори и о неким чисто метафизичким темама као што су усамљеност, старење и нарочито смрт.
Према Србљановићевој, драмска књижевност такође потпада под књижевност, те је разбијање јединства места и јединства времена сасвим прихватљиво за гледаоца који више не жели да гледа хронолошки уверљиво позориште, већ га занима да на сцени види себе, своје окружење, своје личне проблеме и да све то буде уверљиво приказано.

### Београдска трилогија
Београдска трилогија је био први позоришни комад који је написала и чија је премијера била 1997. у Југословенском драмском позоришту у режији Горана Марковића. Ова драма говори о проблемима дијаспоре пратећи неколико група српских емиграната кроз Праг, Сиднеј и Лос Анђелес. Сцене су кратке и висцералне, дијалози брзи са мало речи али веома ефектни.
Представа се играла и у другим земљама као што су Немачка, Аустрија, Швајцарска, Белгија и скандинавске земље. У САД је била премијерно приказана 19. априла 2004. у Вашингтону, у режији Роберта Макнамаре, уметничког директора Театра Сцена који је извео представу. У програму представе се наводи да се ради о делу једног од најталентованијих младих писаца Европе и снажном погледу на теме рата и емиграције.

### Породичне приче
Породичне приче је њена друга представа која се премијерно давала у априлу 1998. у Атељеу 212. Представа је неколико година касније (2003), добила Стеријину награду на Стеријином позорју у Новом Саду. Биљана Србљановић је 1. децембра 1999. године постала први страни писац добитник немачке награде Ернст Толер. Анселм Вебер је поставио ову представу у хамбуршком позоришту Дојчес Шаушпилхаус, да би убрзо постала део редовног репертоара у 25 немачких позоришта (Хамбург Шпилхаус, Камершпиле Минхен, Немачко позориште у Берлину, Штутгарт Шаушпил, итд). Такође је играна и у Пољској (Театар Гротоцки Вроцлава), Словенији, САД у Јејл Репертори Театру (енгл. Yale Repertory Theater) и другим европским државама.

### Дневници
Током прве три недеље НАТО бомбардовања Југославије, из Београда пише дневник за дневни лист Ла Република. Ти текстови су такође објављени и недељнику Шпигел (број 17/1999) а у Италији их је објавила издавачка кућа Балдини&Кастолди, као и Гардијан. У тим дневницима приказивала је сву бесмисленост рата и квазипатриотизма на просторима бивше Југославије као и трагедију српског народа за коју је по њеном мишљењу, један од главних криваца Слободан Милошевић. Међутим, она такође сматра да Милошевић није једини кривац за српску трагедију и истиче како велики део кривице лежи на несвесности самог народа који је, упркос превари на изборима, терору и тоталном уништењу економије, ипак одржао овог човека на власти читаву деценију.

### Пад
Пад је био њен трећи позоришни комад завршен децембра 1999. Премијерно је приказан на фестивалу Будва Град-театар јула 2000. У августу 2000, Биљана Србљановић је позвана на Фестивал у Бисану, где је Жан Клод Берути поставио на сцену Пад, а Евелин Диди Леже Породичне приче.

### Супермаркет
Супермаркет је позоришни комад који је премијерно приказан на фестивалу у Бечу 2001, у режији Томаса Остермајера, да би затим ова представа постала део редовног репертоара бечког позоришта Бургтеатар.
Супермаркет је мелодрама, то јест, „сапунска опера“ по речима саме Србљановићеве. у овом делу, Србљановићева оштро критикује Запад и неолибералне заблуде постнационалистичке Европе, са посебним освртом на потребу да се аутсајдер, нарочито ако долази с Балкана, категорише као опскурни, ирационални ратни хушкач. Имигрант, аутсајдер, жељан да створи нови дом и да се уклопи у друштво у ком се налази, међутим, колико год се трудио, ипак никад не успева да достигне свој нови, безбедни и признати идентитет захваљујући предрасудама на које ни модерна Европа није имуна.
Главни лик је Лео, источноевропски имигрант који живи негде у Западној Европи и који улази у времеплов. Он седам пута проживљава исти дан – четврти новембар 1999. Србљановићева користи амнезију да изрази поенту — ликови се не сећају шта су радили претходног дана, осим Леа који такође користи ту ситуацију: измислио је свој идентитет. Из огромне жеље да буде херој измислио је сам себи биографију источноевропског дисидента. Супермаркет је комад о очајној и комичној намери да се одржи ова илузија. Када коначно посустаје, спреман на самоубиство, стицајем околности он ће заиста и постати херој.

### Америка, други део
Америка, други део је њен пети позоришни комад довршен крајем 2003. у коме критикује „амерички сан“. Радња се одвија у Њујорку, након 11. септембра и великог терористичког напада Ал Каиде. Према речима Томаса Остермајера, Биљана Србљановић овом драмом говори да је: „... прва жртва, као и увек, била истина. Друга је била солидарност која се изгубила међу људима. Још један нови рат – овога пута глобалан – нема свој почетак нити крај. Сан је, насупрот томе, изгледао сасвим другачије: бити слободан. Али не по цену подељеног друштва које се може свести на једини, препознатљив, заједнички именитељ: жељу за профитом.“

### Скакавци
Скакавци је драма из 2005. године, написана по наруџбини Југословенског драмског позоришта, која говори о проблемима старих људи. Премијерно је приказана 26. априла 2005. на Великој сцени ЈДП-а. Ова драма јој је донела два веома значајна признања: Европску награду за нову позоришну уметност, једну од најважнијих награда за драмско стваралаштво, као и титулу најбољег страног писца у сезони 2005/2006 коју додељује немачки часопис Театар хојте.
У образложењу за доделу Европске награде стоји:
За њу и за народ њене земље који је толико патио, епитет Европске награде сигурно највише значи као потврда чињеници да су Срби присутни и да ће увек бити присутни на овом континенту. Више него било ко од њених претходника, ова списатељица је учинила Балкан ближим Европи и нагнала нас да размишљамо колико од балканског духа има у нашим душама. Њен глас снажно одјекује целим континентом.
Ова драма уједно чини Биљану Србљановић првим савременим драматургом из Србије чија је представа постављена у Загребачком казалишту младих. Премијера је била 3. марта 2006.

### Врат од стакла
Драмом Врат од стакла, писаној за Југословенско драмско позориште и премијерно изведеној 5. октобра 2018 на Великој сцени "Љуба Тадић", Биљана Србљановић се враћа стилу класичних двосатних комада као што су Скакавци, Није смрт бицикло (да ти га украду) и др. Представу је режирао Јагош Марковић, а глумачку поделу чине Весна Тривалић (којој је ово прва представа у београдским позориштима након дуге паузе), Јелисавета Сека Саблић, Анита Манчић, Драган Мићановић, Ирфан Менсур, Милица Гојковић, Марко Јанкетић, Милош Самолов, Слободан Тешић, Бојан Лазаров и Ана Чарман (дете).
Комад говори o грађанској породици у савременом Београду, коју чине три генерације учесника протеста - Студентских демонстрација 1968, демонстрација против власти Слободана Милошевића 1990-их и студентских протеста против власти Александра Вучића.
И ову представу су пратиле контроверзе. С обзиром на ангажман ауторке у Савету за креативне индустрије премијерке Брнабић, неки од критичара су сматрали да је представа индиректна апологетика власти у Србији.

### Интимност
Биљана Србљановић је била заражена корона вирусом 2020, у тзв. првом пику првог таласа. Након тог искуства, написала је комад Интимност о животу за време пандемије. Представа је премијерно изведена на Дубровачким љетним играма исте године, режирао ју је Андреј Носов, а у њој играју Леон Лучев и Јелена Граовац.

## Награде
Поред већ поменутих освојила је и следеће награде: награде „Слободан Селенић“, Освајање слободе, 2007. добитница Статуете Јоаким Вујић коју Књажевско-српски театар из Крагујевца додељује сваке године, на Сретење, 15. фебруара, награда „Нова позоришна реалност“ у оквиру манифестације „Premio Europa“, чија је додела објашњена на следећи начин:
Живећи у Србији и истовремено у Европи, Биљана Србљановић није била нимало љубазна са својим сународницима: у „Београдској трилогији“ разоткрила је сав њихов вешто скриван двоструки морал; затим, с бесом слика њихову карикатуру у „Породичним причама“. (...) Срчана, отворена и безобзирна, не ограничава се само на критику своје земље. У „Супермаркету“ је окренула наопачке површни свет западне Европе (...) а не недостаје јој смелости ни у критици Америке у истоименом делу, где сазрева њена способност за психолошку конструкцију ликова. (...) Биљана Србљановић није једина политички ангажована позоришна списатељица која сурово критикује режим своје земље и народ који га подржава.

## Дела
Позоришни комади:
- Београдска трилогија (1997)
- Породичне приче (1998)
- Пад (2000)
- Супермаркет (2001)
- Америка други део (2003)
- Скакавци (2005)
- Барбело, о псима и деци (2007)
- Није смрт бицикло (да ти га украду) (2011)
- Мали ми је овај гроб (2013)
- Туђе срце или позоришни трактат о граници (2016)
- Врат од стакла (2018)
- Интимност (2020)

Глумила је у неколико филмова:
- Пад у рај (2004)
- Лисице (2002)
- Земља истине (2000)
- Казна (1999)

Током студија, написала је сценарио за 13 епизода серије Отворена врата, која на хумористичан начин говори о животу једне грађанске породице.